# Бакгорн (округ Амадор, Каліфорнія)
Бакгорн (англ. Buckhorn) — переписна місцевість (CDP) в США, в окрузі Амадор штату Каліфорнія. Населення — 2597 осіб (2020).

## Географія
Бакгорн розташований за координатами 38°27′11″ пн. ш. 120°32′8″ зх. д. / 38.45306° пн. ш. 120.53556° зх. д. (38.453122, -120.535468).  За даними Бюро перепису населення США в 2010 році переписна місцевість мала площу 15,21 км², уся площа — суходіл.

## Демографія
Згідно з переписом 2010 року, у переписній місцевості мешкало 2429 осіб у 1138 домогосподарствах у складі 758 родин. Густота населення становила 160 осіб/км².  Було 1662 помешкання (109/км²).
Расовий склад населення:
| - 93,0 % — білих - 1,5 % — корінних американців - 1,0 % — азіатів - 0,4 % — чорних або афроамериканців - 0,2 % — вихідців з тихоокеанських островів - 1,9 % — осіб інших рас |

До двох чи більше рас належало 2,0 %. Частка іспаномовних становила 6,9 % від усіх жителів.
За віковим діапазоном населення розподілялося таким чином: 14,4 % — особи молодші 18 років, 56,7 % — особи у віці 18—64 років, 28,9 % — особи у віці 65 років та старші. Медіана віку мешканця становила 54,9 року. На 100 осіб жіночої статі у переписній місцевості припадало 106,0 чоловіків;  на 100 жінок у віці від 18 років та старших — 103,0 чоловіків також старших 18 років.
Середній дохід на одне домашнє господарство  становив 53 888 доларів США (медіана — 45 469), а середній дохід на одну сім'ю — 62 804 долари (медіана — 58 295). За межею бідності перебувало 16,4 % осіб, у тому числі 33,5 % дітей у віці до 18 років та 1,7 % осіб у віці 65 років та старших.
Цивільне працевлаштоване населення становило 573 особи. Основні галузі зайнятості: роздрібна торгівля — 27,6 %, освіта, охорона здоров'я та соціальна допомога — 14,3 %, науковці, спеціалісти, менеджери — 14,0 %.